# The Four Horsemen (album)
The Four Horsemen – trzeci album studyjny amerykańskiej grupy hip-hopowej Ultramagnetic MCs

## Lista utworów
1. "We are the Horsemen" - 3:53
2. "Checkin' My Style" - 2:31
3. "Two Brothers with Checks (San Francisco, Harvey)" - 4:43
4. "Raise it Up" (gościnnie: Godfather Don)- 4:18
5. "Saga of Dandy, the Devil, & Day" - 4:36
6. "Delta Force II" - 3:55
7. "Adventures of Herman's Lust (Moe Love III)" - 2:06
8. "See the Man on the Street" - 3:23
9. "Bring it Down to Earth" - 3:36
10. "Don't be Scared" - 5:03
11. "One Two, One Two" - 2:44
12. "Time to Catch a Body" - 3:31
13. "Yo, Black" - 4:23
14. "Big Booty" - 2:46